# Lược sử thời gian
Lược sử thời gian (tiếng Anh: A Brief History of Time) là một cuốn sách khoa học phổ thông được viết bởi nhà vật lý lý thuyết người Anh Stephen Hawking và được xuất bản lần đầu tiên bởi Nhóm Xuất bản Bantam Dell vào năm 1988. Hawking viết cuốn sách này dành cho những độc giả chưa có kiến thức về vật lý.
Cuốn sách của Hawking đã trở thành một cuốn sách bán chạy nhất với hơn 25 triệu bản được bán trên toàn thế giới. Ngoài ra, nó đã giữ kỷ lục 237 tuần nằm trong danh sách những cuốn bán chạy nhất của tờ The Sunday Times và được ghi vào sách Kỷ lục Guinness năm 1988.

## Xuất bản
Đầu năm 1983, Hawking lần đầu tiếp xúc với Simon Mitton, biên tập viên phụ trách sách thiên văn học của Nhà xuất bản Đại học Cambridge, Hawking nói với Mitton ý tưởng về cuốn sách phổ biến kiến thức về vũ trụ học. Sau thời kỳ thai nghén lâu dài, Hawking mang bản thảo tới nhà xuất bản Bantam, biên tập viên ở nhà xuất bản đã trả lại ông với nhiều yêu cầu cần làm sáng tỏ. Bản thân Hawking cũng thừa nhận rằng ông đã được một biên tập viên cảnh báo rằng mỗi phương trình trong cuốn sách sẽ làm giảm một nửa lượng độc giả, do đó Hawking chỉ giữ lại duy nhất một phương trình: {\displaystyle E=mc^{2}}. Cuốn sách cũng sử dụng một số mô hình phức tạp, sơ đồ và tranh minh hoạ để trình bày chi tiết một số khái niệm mà nó nghiên cứu.

## Nội dung
Lược sử thời gian cố gắng giải thích nhiều chủ đề của vũ trụ học, trong đó có lý thuyết vụ Nổ Lớn, lỗ đen, nón ánh sáng và lý thuyết Siêu Dây, cho độc giả không chuyên. Mục đích chính của nó là giúp cho người đọc có một cái nhìn tổng quát về chủ đề, nhưng khác với nhiều sách khoa học phổ thông khác, nó cũng cố giải thích một số khái niệm toán học phức tạp. Trong ấn bản năm 1996 của cuốn sách và các ấn bản tiếp theo, Hawking thảo luận về khả năng du hành thời gian và lỗ sâu và khả năng khám phá sự tồn tại một Vũ trụ không có điểm kỳ dị lượng tử ở thời điểm ban đầu của Vũ trụ. Ấn bản năm 2017 của cuốn sách bao gồm mười hai chương:
- Chương 1: Bức tranh của chúng ta về vũ trụ
- Chương 2: Không gian và thời gian
- Chương 3: Vũ trụ giãn nở
- Chương 4: Nguyên lý bất định
- Chương 5: Các hạt cơ bản và các lực trong tự nhiên
- Chương 6: Lỗ đen
- Chương 7: Lỗ đen không quá đen
- Chương 8: Nguồn gốc và số phận của vũ trụ
- Chương 9: Mũi tên thời gian
- Chương 10: Lý thuyết thống nhất của vũ trụ học
- Chương 11: Kết luận
- Albert Einstein
- Galileo Galilei
- Isaac Newton
- Thuật ngữ
- Lời cảm ơn

## Ấn bản
- Năm 1988, Ấn bản đầu tiên của cuốn sách được Carl Sagan viết lời giới thiệu.[5] Phần lời giới thiệu này đã bị xóa sau lần xuất bản đầu tiên, vì nó thuộc bản quyền của Sagan, chứ không phải của Hawking hay nhà xuất bản vì thế nhà xuất bản không có quyền tái bản nó vĩnh viễn. Hawking đã phải viết lời giới thiệu của riêng mình cho các ấn bản sau này.
- Năm 1994, Lược sử thời gian - Một cuộc phiêu lưu tương tác. Một đĩa CD-Rom với tài liệu video tương tác được tạo bởi SW Hawking, Jim Mervis và Robit Hairman (khả dụng cho Windows 95, Windows 98, Windows ME và Windows XP).[6]
- Năm 1996, Ấn bản có tranh minh họa, cập nhật và mở rộng: Ấn bản bìa cứng này chứa các hình ảnh và tranh minh họa đầy đủ màu sắc để giải thích thêm cho phần văn bản, cũng như bổ sung các chủ đề không có trong sách gốc.
- 1998, Ấn bản kỷ niệm 10 năm: Cuốn sách có cùng văn bản với ấn bản xuất bản năm 1996, nhưng cũng được phát hành dưới dạng bìa mềm và chỉ có một số sơ đồ đi kèm. ISBN 0553109537
- 2005, A Briefer History of Time: đây là một sự hợp tác với Leonard Mlodinow để tạo ra một phiên bản rút gọn của cuốn sách gốc. Cuốn sách đã được cập nhật một lần nữa để giải quyết các vấn đề mới nảy sinh do sự phát triển khoa học. ISBN 0-553-80436-7

## Phim
Năm 1991, Errol Morris đã đạo diễn một phim tài liệu về Hawking, nhưng không giống như cuốn sách, phim tài liệu này nói chủ yếu về tiểu sử của Stephen Hawking.

## Thao khảo
1. ↑  A Brief History of Time is based on the scientific paper J. B. Hartle; S. W. Hawking (1983). "Wave function of the Universe". Physical Review D. Quyển 28 số 12. tr. 2960. Bibcode:1983PhRvD..28.2960H. doi:10.1103/PhysRevD.28.2960.
2. ↑  McKie, Robin (tháng 8 năm 2007). "A brief history of Stephen Hawking". Cosmos. Truy cập ngày 13 tháng 6 năm 2020.
3. ↑  "Hawking's briefer history of time". news.bbc.co.uk. ngày 15 tháng 10 năm 2001. Truy cập ngày 6 tháng 8 năm 2008.
4. ↑  Gribbin, John; White, Michael (1992). Stephen Hawking: a life in science. Viking Press. ISBN 978-0670840137.
5. ↑  Hawking, Stephen (1988). A Brief History of Time. Bantam Books. ISBN 978-0-553-38016-3.
6. ↑  A brief history of time – An interactive adventure